# Wskaźnik wielometryczny Phyto‐Fluss
Wskaźnik wielometryczny Phyto‐Fluss (Niemiecki indeks PhytoFluss-Index) – wskaźnik jakości wód oparty na fitoplanktonie opracowany w Niemczech i stosowany w monitoringu jakości rzek w tym kraju i kilku innych.

## Wzór
Wskaźnik Phyto-Fluss w wersji rozbudowanej jest średnią arytmetyczną kilku wskaźników cząstkowych:
- średnia sezonowa zawartość chlorofilu a i feofityny;
- wskaźnik „Pennales” (procentowy udział okrzemek pierzastych);
- wskaźnik „Chloro” (procentowy udział zielenic);
- wskaźnik „Cyano” (procentowy udział sinic);
- wskaźnik TIP (Typspezifischer Indexwert Potamoplankton – specyficzny dla typu rzeki wskaźnik uwzględniający 131 taksonów wskaźnikowych[2][3].

Od 2019 w Niemczech obowiązuje uproszczona forma wskaźnika stosująca jedynie wskaźniki chlorofilowy i TIP.

## Metodyka monitoringu
Wskaźnik Phyto-Fluss oblicza się na podstawie prób rzecznego fitoplanktonu pobieranych co miesiąc między kwietniem a październikiem. Pobierane próby wody powinny być co najmniej dwulitrowe, a po pobraniu z nurtu rzeki utrwalone płynem Lugola. Następnie w laboratorium identyfikuje się organizmy znajdujące się w kompletnej próbce. Analiza ilościowa fitoplanktonu polega na policzeniu poszczególnych komórek, a następnie na oszacowaniu biomasy poszczególnych taksonów. Do szacowania biomasy wybranych taksonów glonów planktonowych używa się techniki Utermöhla, przeliczając ich zmierzoną pod mikroskopem objętość. Za minimalną liczbę taksonów stwierdzonych w próbie potrzebnych do obliczania wskaźnika uznaje się 20, a za minimalną liczbę osobników – 400. Na liście taksonów wskaźnikowych stosowanych w oryginalnej metodzie znajduje się około 1600 pozycji.

## Klasyfikacja jakości wód
Wartości wskaźnika Phyto-Fluss rozgraniczające klasy stanu ekologicznego wód przedstawia poniższa tabela:
| Klasa | Wartości wskaźnika Phyto-Fluss | Wartości EQR (znormalizowanego wskaźnika) Phyto-Fluss |
| ----- | ------------------------------ | ----------------------------------------------------- |
| I     | 0,50-1,50                      | 0,81-1                                                |
| II    | 1,51–2,50                      | 0,61-0,80                                             |
| III   | 2,51–3,50                      | 0,41-0,60                                             |
| IV    | 3,51–4,50                      | 0,21-0,40                                             |
| V     | 4,51–5,50                      | 0-0,20                                                |
Wskaźnik Phyto-Fluss jest stosowany nie tylko w Niemczech, ale został zaadaptowany do stosowania w klasyfikacji jakości wód rzecznych również w Austrii, Bułgarii, Flandrii i na Litwie.
Na koniec 2015 bardzo dobry stan lub potencjał ekologiczny jednolitych części wód powierzchniowych na podstawie fitoplanktonu stwierdzono w Renie od Jeziora Bodeńskiego do Neckaru. Dobry stan lub potencjał stwierdzono na Renie od Neckaru do Duisburga i na znacznych odcinkach Menu, Lahnu, Saary i Mozeli. Umiarkowany stan lub potencjał stwierdzono w dolnym Renie, Neckarze i odcinkach Menu, Saary i Lahnu. W niemieckiej części dorzecza Renu wśród rzek o sklasyfikowanym stanie fitoplanktonu nie stwierdzono wówczas stanu słabego ani złego. W tym samym czasie stan ekologiczny pod kątem fitoplanktonu niemieckiego odcinka Dunaju klasyfikowano jako dobry lub umiarkowany.